# Charles Antoine François Poirée

Charles Antoine François Poirée, usuellement Antoine Poirée, né à Soissons (Aisne) le 11 novembre 1785 et mort le 30 mars 1873, est un ingénieur français, inventeur d'un système de barrage dit « barrage à aiguilles » sur les cours d’eau navigables.

## Biographie

### Carrière professionnelle
De 1809 à 1814, Antoine Poirée est d’abord affecté dans les départements français d’Italie (Arno, Doire, Apennins) où il participe à la construction des routes. 
La chute de l’Empire l’oblige à rentrer en France en 1814. À partir de cette date, il occupe les postes suivants :
- 1er août 1814 : service du "pavé de Paris" (c'est-à-dire la voirie parisienne);
- 1er juin 1817 : ingénieur dans le Gers (en résidence à Auch) ;
- 1er mai 1823 : canal de Bourgogne (en résidence à Tonnerre, dans l'Yonne) ;
- 9 janvier 1826 : ingénieur en chef de la partie du canal du Nivernais comprise dans le département de la Nièvre, où il reste environ treize ans ;
- 27 avril 1834 : nommé ingénieur en chef ;
- 1er octobre 1837 : chargé du service de la navigation de la Seine depuis la limite du département de l’Aube jusqu’à Rouen ;
- 22 juin 1842 : nommé inspecteur divisionnaire ;
- 1er mai 1848 : chargé de l’inspection du Service des Irrigations ;
- 30 avril 1850 : nommé inspecteur général des Ponts et Chaussées ;
- 19 décembre 1855 : mis à la retraite.

### L'inventeur du barrage à aiguilles
En 1834, Charles Antoine François Poirée invente le « barrage à aiguilles », une innovation capitale dans la navigation fluviale du XIXe siècle. Le premier barrage de ce type est établi sur l'Yonne, à Basseville, près de Clamecy (Nièvre) ; il est bientôt imité partout en Europe. 
Lors de l’Exposition universelle de 1855, cette invention vaut à son auteur la plus haute distinction, la Grande Médaille d’honneur.
Cette vue traditionnelle est en réalité plus modeste, car le principe du barrage à aiguilles, utilisé depuis longtemps dans les anciens pertuis, est beaucoup plus vieux que 1834. Par exemple, les anciens pertuis avec leurs barrages à aiguilles sont décrits en détail dans un livre allemand de 1822. Antoine Poirée a plutôt amélioré ce système, notamment par l'extension de ce barrage à toute la largeur du lit d'un fleuve.

### Situation familiale
Charles Antoine François Poirée épouse en 1814 la fille d’un ingénieur des Ponts et Chaussées, Emilie Georges, morte à 35 ans en 1832. Ses deux fils, également ingénieurs des Ponts et Chaussées (Charles Antoine Poirée, 1815-1860 et Jules Poirée, (1817-1866) moururent avant lui.
Sa fille Joséphine Poirée épousa Adrien Caillaux, l'oncle de Joseph Caillaux, Président du Conseil sous la Troisième République.

Charles Antoine François Poirée est mort le 30 mars 1873.

### Sources
- Archives nationales, F/14/2302/1 (dossier personnel du ministère des Travaux publics).

- « Notice nécrologique sur M. Poirée, inspecteur général des Ponts et Chaussée » par M. Charié-Marsaignes, dans Annales des Ponts et Chaussées, T. V, 1873-1er semestre, p. 163-274.
- F. P. H. Tarbé  de Saint-Ardouin, Notices biographiques sur les ingénieurs des Ponts et Chaussées depuis la création du corps en 1716 jusqu'à nos jours, Paris, Baudry et Cie, 1884, p. 184.